# 172090 Davidmccomas
172090 Davidmccomas este o planetă minoră (asteroid) din Outer Main Belt⁠(d). A fost descoperită pe 6 februarie 2002 la Observatorul Național Kitt Peak de Marc Buie⁠(d) și a fost numită după David McComas⁠(d). 
Obiectul prezintă o orbită caracterizată de o semiaxă mare de 3,2141803762314 UAi, o excentricitate de 0,11, o înclinație de 1,8 ° în raport cu ecliptica.